# Kristian Blak
Kristian Blak (Fredericia, 1947. március 3. –) dán-feröeri zeneszerző és zongorista. Klasszikus zenével, dzsesszel és rockzenével egyaránt foglalkozik. Zenéjét jelentősen befolyásolta Feröer és más északi országok (Izland, Grönland) természeti szépsége.

## Pályafutása
Klasszikus zenei tanulmányait az Århusi Egyetemen végezte, majd Århusban tanárként dolgozott. 1974-ben költözött át Feröerre, ahol műveinek jelentős részét szerezte. 1998-ig gimnáziumi ének- és franciatanárként dolgozott. 1977-től kezdve jelentek meg lemezei, amelyeken saját vagy mások szerzeményeit adta elő - jelentős részük az általa alapított Tutl zenei kiadó gondozásában. Európa több országában vendégszerepelt, vagy egyedül (zongoristaként) vagy kisebb-nagyobb együttesekkel. 1981 óta dolgozik az Yggdrasil együttessel, amelyben Eivør Pálsdóttir is fellép.

## Magánélete
Kristian Blak 1977-ben vette feleségül a lexingtoni Sharon Weisst, akivel három gyermekük született: Mikael, Sámal és Rebekka.

## Fordítás
- Ez a szócikk részben vagy egészben a Kristian Blak című német Wikipédia-szócikk ezen változatának fordításán alapul.  Az eredeti cikk szerkesztőit annak laptörténete sorolja fel. Ez a jelzés csupán a megfogalmazás eredetét és a szerzői jogokat jelzi, nem szolgál a cikkben szereplő információk forrásmegjelöléseként.